# Streetwalker
Streetwalker er en sang, der egentlig var skrevet til Bad-pladen, men den kom ikke med. I stedet kom Another Part of Me med. Sangen er en kærlighedssang, og den er skrevet og komponeret af Michael Jackson.